# Innstrandavegur
Der Innstrandavegur ist eine Hauptstraße in den Westfjorden von Island.
Er beginnt an der Ringstraße  bei Brú im Hrútafjörður und verläuft am Westufer des Fjordes, weiter nördlich am Westufer des Húnaflói.
Borðeyri ist ein kleiner Ort am Fjord und das Versorgungszentrum für die Umgebung.
Der Laxárdalsvegur  führt an die Westküste der Westfjorde durch jenes Laxárdalur, in dem die Laxdæla saga spielte.
Über den Stikuháls (165 m.) erreicht der Innstrandavegur den Bitrufjörður.
Die Straße steigt zu ihrem höchstet Punkt auf dem Ennisháls (290 m) an.
Hier oben gibt es eine Station zur Verkehrs- und Wetterbeobachtung.
Innen im Kollafjörður bildet der Steinadalsvegur  eine weitere Verbindung zum Vestfjarðavegur .
Im Steingrímsfjörður endet der Innstrandavegur nach fast 105 km am Djúpvegur , der über Hólmavík durch die Fjorde des Ísafjarðardjúps bis nach Ísafjörður führt.
Von 1972 bis 1995 hieß diese Straße Hólmavíkurvegur , dann wurde sie zum Djúpvegur  und hat seit dem 1. Oktober 2009 ihre jetzige Bezeichnung.
Von der Strecke sind 39 km noch nicht asphaltiert.